# Liste des étudiants de Carl von Linné

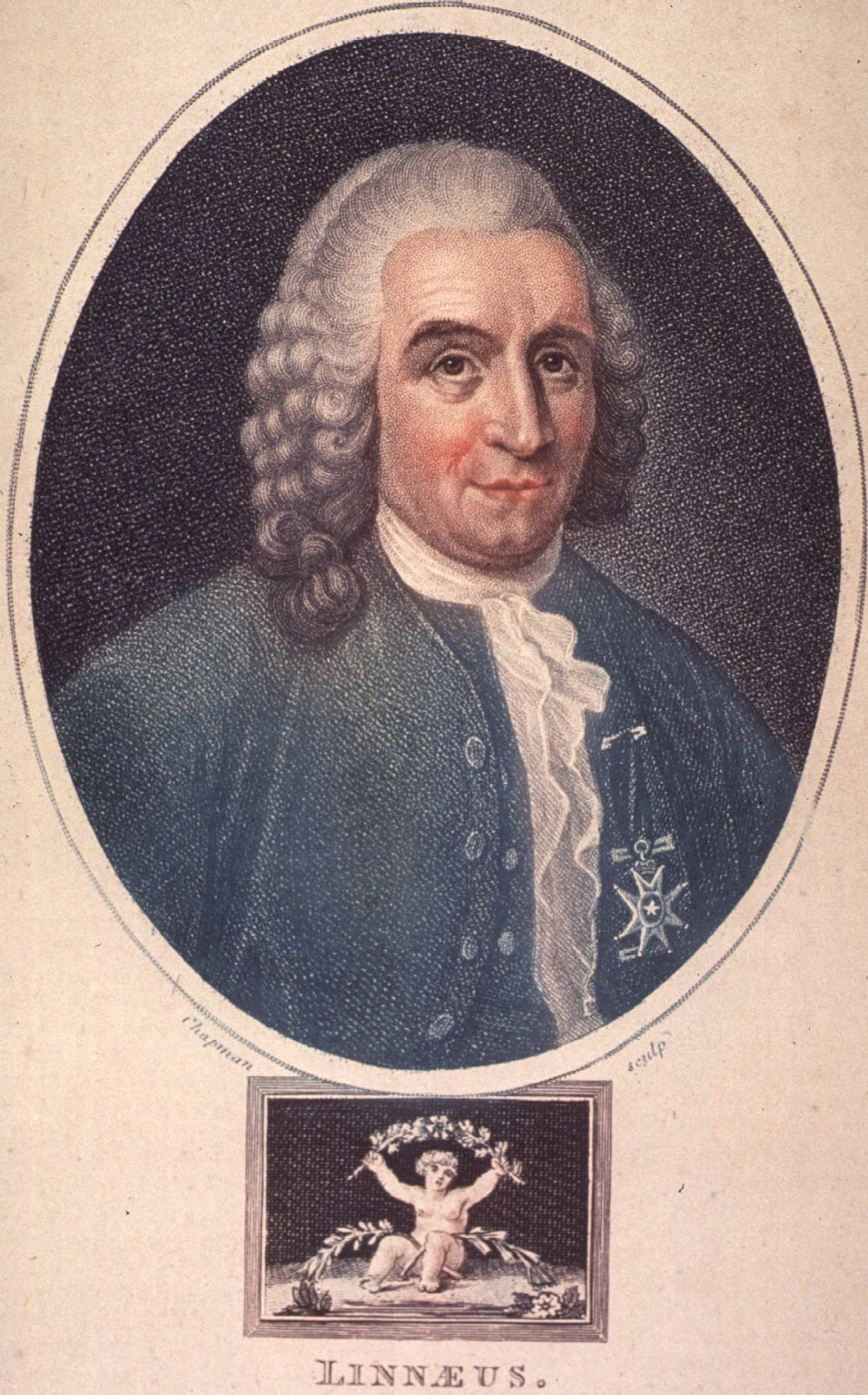
Carl Von Linné.

Cette liste recense les étudiants du naturaliste Suédois Carl von Linné (1707–1778), professeur de médecine à l'université d'Uppsala (1741-1777) et fondateur de la taxonomie moderne. 
Les Apôtres de Linné ont été mis en gras italique. 
- Erik Acharius
- Adam Afzelius
- Carl Fredrik Adler
- Johann Beckmann
- Andreas Berlin
- Anders Dahl
- Jonas Carlsson Dryander
- Jakob Friedrich Ehrhart
- Johan Christian Fabricius
- Johann Peter Falck
- Pehr Forsskål
- Leonard Gyllenhaal
- Birger Martin Hall
- Fredric Hasselquist
- Pehr Kalm
- Johann Gerhard König
- Adam Kuhn
- Pehr Löfling
- Erik Gustaf Lidbeck
- Anton Rolandsson Martin
- Pehr Osbeck
- Daniel Rolander
- Göran Rothman
- Daniel Solander
- Anders Sparrman
- Christopher Tärnström
- Peter Gustaf Tengmalm
- Carl Peter Thunberg
- Anders Tidström
- Olof Torén
- Martin Vahl
- Johan Gustav Wahlbom
- Isaacus Olai Grufberg